# Norman Greenbaum
Norman Greenbaum (* 20. listopadu 1942, Malden, Massachusetts, USA) je americký písničkář. Nejvíce se proslavil hitem „Spirit in the Sky“, kterého se v letech 1969-1970 prodaly dva miliony kopií, umístil se na 333. příčce v žebříčku 500 nejlepších písní všech dob časopisu Rolling Stone.